# Michael Kostka (Eishockeyspieler)
Michael Christopher „Mike“ Kostka (* 28. November 1985 in Ajax, Ontario) ist ein ehemaliger kanadischer Eishockeyspieler, der im Verlauf seiner aktiven Karriere zwischen 2004 und 2018 unter anderem 89 Spiele für die Toronto Maple Leafs, Chicago Blackhawks und Tampa Bay Lightning in der National Hockey League (NHL) auf der Position des Verteidigers bestritten hat. Darüber hinaus absolvierte Kostka über 550 weitere Partien in der American Hockey League (AHL).

## Karriere

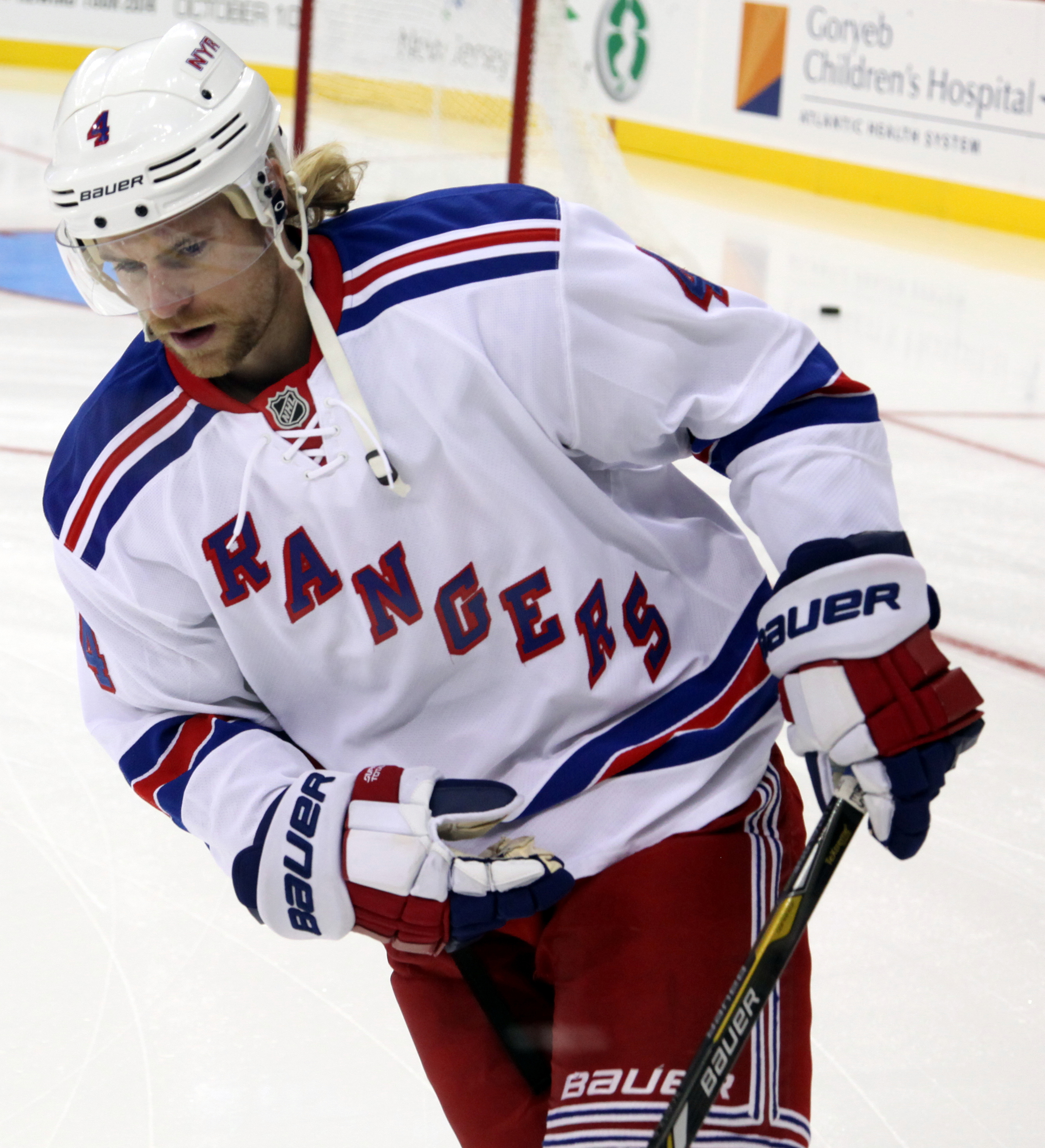
Kostka im Trikot der New York Rangers (2014)

Kostka spielte bis 2004 in der Ontario Provincial Junior A Hockey League und ging im Anschluss bis 2008 an die University of Massachusetts Amherst, wo er mit dem Eishockeyteam in der Hockey East, einer Division der National Collegiate Athletic Association spielte. Der Verteidiger zeichnete sich als herausragender Student aus und wurde in jedem seiner vier Collegejahre ins All-Academic-Team der Division gewählt. Zudem wurde er am Ende der Saison 2007/08 ins Second All-Star-Team berufen.
Im Anschluss an sein letztes Jahr am College wechselte Kostka in den Profibereich und unterschrieb als Free Agent einen Vertrag bei den Buffalo Sabres. Für deren Farmteam, die Rochester Americans, absolvierte Kostka zum Ende der Saison 2007/08 eine Partie, ehe er die folgenden zwei Jahre für die Portland Pirates und daraufhin wieder eine Spielzeit für die Rochester Americans auflief. Rochester hatte sich die Dienste des Abwehrspielers gesichert, nachdem sein Vertrag mit den Sabres ausgelaufen war. Im Juni 2011 wechselte er erneut als Free Agent zu den Florida Panthers.
Dort kam er bis zu einem Transfer zu den Tampa Bay Lightning ausschließlich in der AHL zum Einsatz. Mit Kostka hatten die Lightning auch Evan Oberg verpflichtet und dafür James Wright und Michael Vernace nach Florida abgegeben. Aber auch in Tampa konnte der Verteidiger keinen Platz im NHL-Kader erwerben und fand sich abermals in der AHL wieder. Mit dem Lightning-Farmteam Norfolk Admirals gewann er am Ende der Saison 2011/12 den Calder Cup. Im Juli 2012 wechselte er schließlich zu den Toronto Maple Leafs, wo er im Verlauf der Spielzeit sein NHL-Debüt feierte. Dennoch folgte im Sommer 2013 ein erneuter Wechsel – diesmal zu den Chicago Blackhawks. Dort schaffte Kostka zum Saisonstart den Sprung in den NHL-Kader. Eine Mitte Oktober erlittene Verletzung verhinderte aber den Durchbruch. Erst im Februar 2014 kehrte der Kanadier auf Eis zurück, wurde aber über den Waiver von seinem Ex-Team Tampa Bay Lightning erworben. Dort beendete er die Spielzeit 2013/14.
Als erneuter Free Agent wechselte er im Juli 2014 zu den New York Rangers, wo er wieder nur sporadisch in der NHL eingesetzt wurde. Zur Saison 2015/16 erfolgte schließlich der Wechsel zu den Ottawa Senators, die seinen Einjahresvertrag im Sommer 2016 um ein weiteres Jahr verlängerten. In der Organisation der Senators kam Kostka zumeist in der AHL bei den Binghamton Senators zu Einsätzen, bevor er zur Trade Deadline am 1. März 2017 samt Curtis Lazar an die Calgary Flames abgegeben wurde. Im Gegenzug erhielten die Senators Jyrki Jokipakka sowie ein Zweitrunden-Wahlrecht für den NHL Entry Draft 2017. In Diensten der Flames lief der Defensivspieler bis zum Saisonende lediglich für das Farmteam Stockton Heat auf. Nach Auslauf seines Vertrags schloss er sich Anfang September 2017 Skellefteå AIK aus der Svenska Hockeyligan (SHL) an. Im Sommer 2018 beendete der 32-Jährige seine Karriere, nachdem er mit der Mannschaft Vizemeister geworden war.

## Erfolge und Auszeichnungen
| - 2005 Hockey East All-Academic Team - 2006 Hockey East All-Academic Team - 2007 Hockey East All-Academic Team - 2008 Hockey East All-Academic Team | - 2008 Hockey East Second All-Star Team - 2012 Calder-Cup-Gewinn mit den Norfolk Admirals - 2016 Teilnahme am AHL All-Star Classic - 2018 Schwedischer Vizemeister mit dem Skellefteå AIK |

## Karrierestatistik
(Legende zur Spielerstatistik: Sp oder GP = absolvierte Spiele; T oder G = erzielte Tore; V oder A = erzielte Assists; Pkt oder Pts = erzielte Scorerpunkte; SM oder PIM = erhaltene Strafminuten; +/− = Plus/Minus-Bilanz; PP = erzielte Überzahltore; SH = erzielte Unterzahltore; GW = erzielte Siegtore; 1 Play-downs/Relegation; Kursiv: Statistik nicht vollständig)